# Baie de Milne
Pour les articles homonymes, voir Milne.
La baie de Milne est une grande baie située dans la province homonyme, à l'extrémité orientale de l'île de Nouvelle-Guinée en Papouasie-Nouvelle-Guinée. La bataille de la baie de Milne s'y déroula en 1942. 
La baie est nommée d'après Sir Alexander Milne (1806–1896), un amiral britannique.

## Galerie

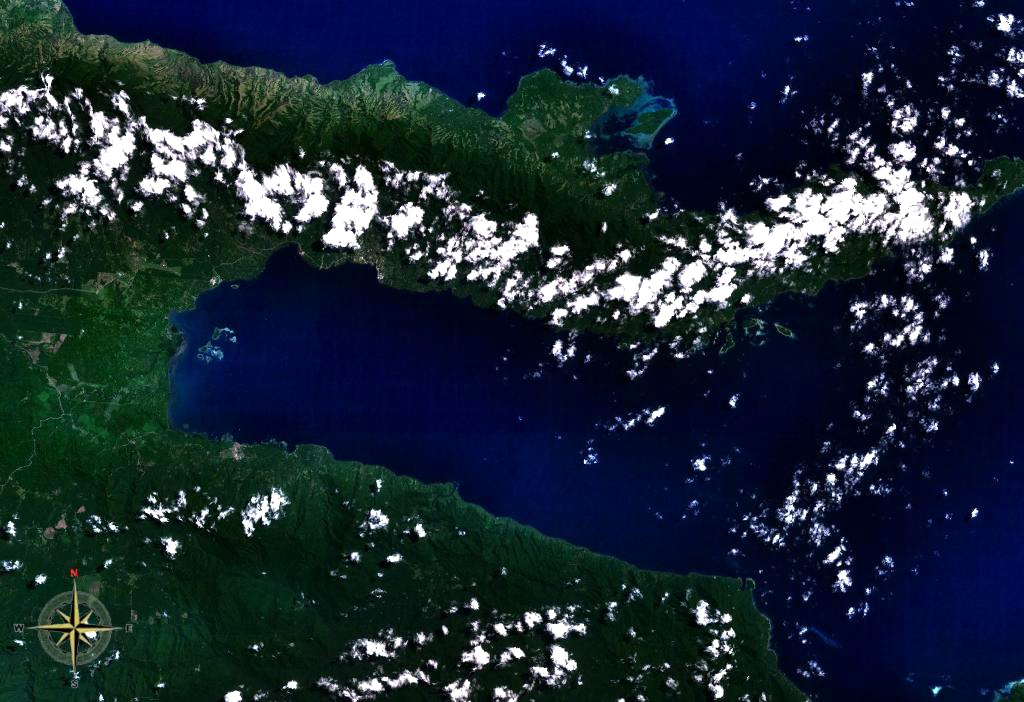
La baie de Milne vue depuis l'espace.
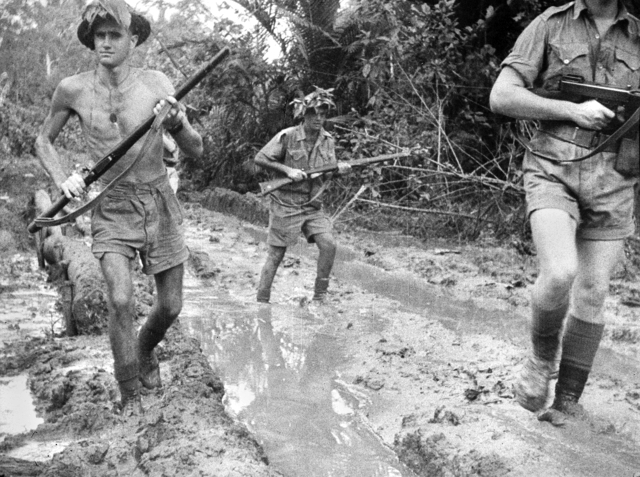
Soldats australiens dans la baie de Milne, 1942.